# Arweet
Als Arweet wird ein Elder eines Aboriginestamms bezeichnet. Ein Arweet hat eine bedeutende Position bei den Aborigines der Boon wurrung und Wathaurong inne, zwei Aboriginestämme der indigenen Australier, der Kulin-Allianz, die im Gebiet von Western Port, Port Phillip, Geelong bis Ballarat lebten.
Ein Arweet ist der Führer seines Aborigine-Stammes und hat den gleichen Status wie ein Ngurungaeta der Wurundjeri.
Bekannte bedeutende Arweet sind:
- Derrimut (1810–1864), ein bedeutender Arweet des Yalukit-Willam-Clans der Bunurong[3]
- Ningerranarro (1847) auch als Benbow der Boon wurrung bekannt[1]
- Noonallaboon (1842–1844), vom Clan der Burrumbeet Balug der Wathaurong[2]
- Balybalip auch Bullurp Bullurp, Bil-le-bil-lup und Billy of Ballarat genannt (1823–1881) vom Clan der Burrumbeet Balug der Wathaurong[2]
- Worope vom Clan der Burrumbeet Balug der Wathaurong[2]